# کوواچوتسی (استان پرنیک)
کوواچوتسی (به بلغاری: Kovachevtsi) یک منطقهٔ مسکونی در بلغارستان است که در استان پرنیک واقع شده‌است.
 کوواچوتسی  ۴۱۳ نفر جمعیت دارد.